# Но Гым Сок
Но Гым Сок (кор. 노금석), позже — Кеннет Роу (англ. Kenneth Rowe; 10 января 1932, Синхынь, Японская империя — 26 декабря 2022, Дейтона-Бич, Флорида) — лейтенант ВВС КНДР, участник Корейской войны, совершивший побег в Южную Корею. Был самым молодым лётчиком-коммунистом ВВС КНДР.

## Биография
Первый боевой вылет он сделал в 1951 г. в возрасте 19 лет, всего же выполнил более 100 боевых вылетов, был награждён двумя орденами, хотя побед в воздушных боях не одержал. 21 сентября 1953 года, уже после завершения боевых действий, он угнал самолёт МиГ-15, приземлился в аэропорту Кимпхо и заявил, что ему надоела жизнь с «красными лжецами». За угон самолёта получил 100 000 долларов, однако он сам утверждает, что это не стало причиной его побега. Вероятной причиной побега могла быть сыновняя любовь — мать лейтенанта в 1950 г. оказалась на территории Южной Кореи. По итогам расследования обстоятельств побега были расстреляны оставшиеся на территории КНДР дальние родственники Но Гым Сока и пять офицеров из числа его сослуживцев, за проявленную «халатность» и за то, что не смогли вовремя выявить потенциального перебежчика в своих рядах. Непосредственным последствием его побега для баланса военных сил на полуострове стало прекращение оснащения советских частей в Корее истребителями МиГ-17 (чтобы кто-либо другой из числа советских пилотов не предпринял ненароком аналогичную попытку), хотя лётчики советского авиационного корпуса, воевавшего в небе Кореи, неоднократно просили командование увеличить их поставки, чтобы эффективно противостоять усовершенствованным американским «Сейбрам».
Позже Но Гым Сок эмигрировал в США, окончил университет Делавэра, женился и стал гражданином США. Он работал в качестве авиационного инженера в фирмах «Grumman Corporation», «Boeing», «General Dynamics», «General Motors», «General Electric», «Lockheed», «DuPont» и «Westinghouse». После эмиграции, Гым Сок сменил своё имя на Кеннет Роу.
Владел русским языком, даже будучи в пожилом возрасте мог спеть по памяти «Катюшу».
Но Гым Сок — автор книги «На МиГе-15 к свободе» (A MiG-15 to Freedom, ISBN 0-7864-0210-5), в которой он рассказывает о своей жизни в КНДР и побеге. Он ушёл на пенсию в 2000 году, после того, как проработал 17 лет профессором авиационной инженерии в университете аэронавтики Эмбри-Риддла.
Умер 26 декабря 2022 года.